# Bažant Humeové
Bažant Humeové (Syrmaticus humiae) je druh bažanta patřící do rodu Syrmaticus. Z tohoto rodu je nejmenším druhem. Žije v jižní a jihovýchodní Asii, konkrétně v části Indie, Myanmaru, Thajska a Číny. Jeho biotopem jsou otevřené subtropické lesy. Délka těla dosahuje až 90 cm u samců (včetně dlouhého ocasu) a 60 cm u samic. Hmotnost se pohybuje mezi 0,6 až 1,1 kg. Dospělí samci a samice bažanta Humeova se živí semeny, bobulemi a listy, mláďata se živí drobným hmyzem. Je to téměř ohrožený druh a je zapsán v Červené knize. Ve volné přírodě se vyskytuje kolem 6 000-15 000 jedinců. Hlavní hrozbou je pro něj ztráta biotopu a lov kvůli masu.
Bažant Humeové je názvem Humeové nazýván nově. Jméno získal po ženě britského přírodovědce Allana Octaviana Humea. Dříve byl zván jako bažant Humeův. Také do rodu Syrmaticus nepatří příliš dlouho. Dříve byl společně s druhy bažant Elliotův a bažant mikado řazen do rodu Calophasis.
Tvoří dva zeměpisné poddruhy Syrmaticus humiae burmanicus (Oates, 1898) a Syrmaticus humiae humiae (Hume, 1881). V České republice je k vidění např. v Ptačím ráji v Činěvsi, v ZOO Ostrava či ZOO Plzeň.